# 旷讫
旷讫，生卒年不詳，湖南武冈人，宋朝政治人物，進士出身。

## 簡歷
据[嘉庆]《湖南通志•卷九十•选举二•进士一•宋•淳祐四年甲辰留梦炎榜》记载：“旷讫，湖南省武冈人，官工部尚书” 按《唐代讫清代籍贯为湖南或寄籍湖南之进士2432人》记载：旷讫，湖南省武冈人，南宋淳祐 四年（1244年），参加甲辰科殿试，登进士科，金榜题名。